# منشأة دملو
منشأة دملو إحدى قرى مركز قويسنا التابع لمحافظة المنوفية في جمهورية مصر العربية.

## السكان
بلغ عدد سكان منشأة دملو 6,312 نسمة، حسب الإحصاء الرسمي لعام 2006.